# Sperlingslerche

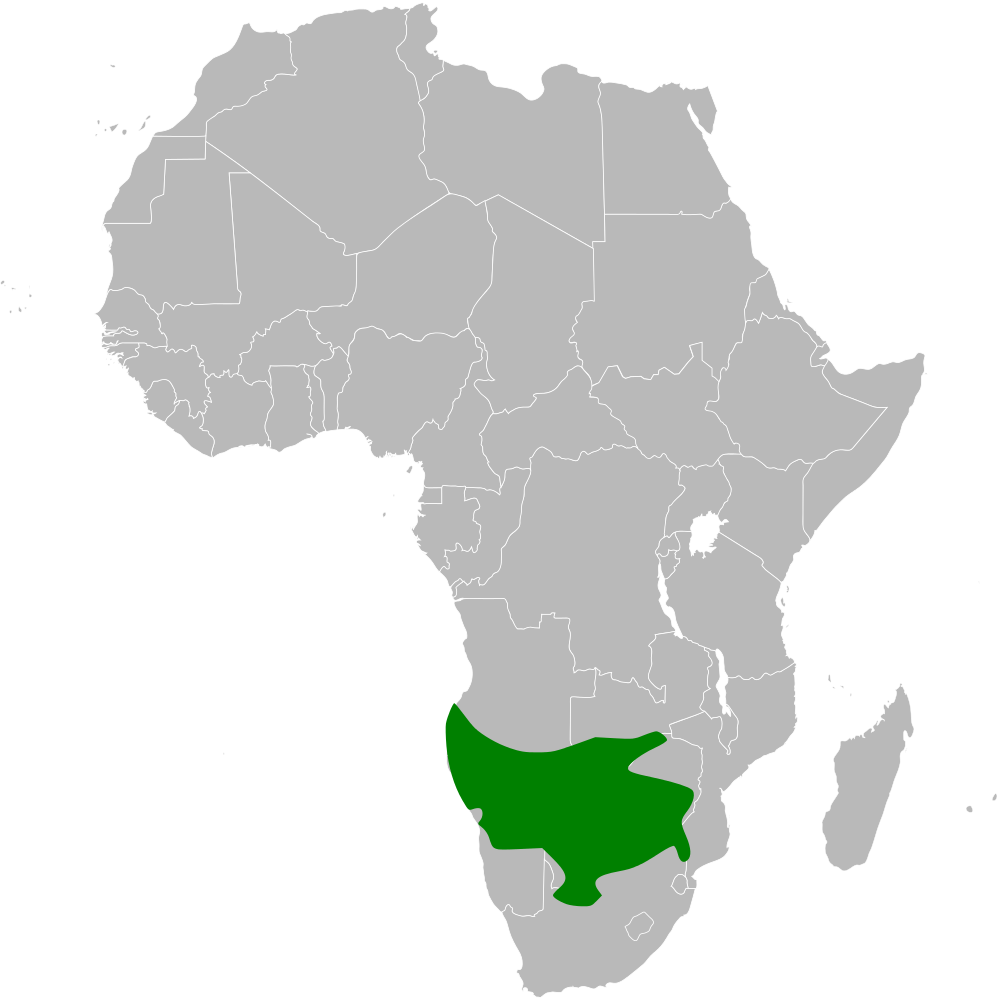
Verbreitungsgebiet der Sperlingslerche

Die Sperlingslerche (Mirafra passerina) ist eine Art aus der Familie der Lerchen. Ihr Verbreitungsgebiet liegt in Afrika. Man unterscheidet keine Unterarten.
Die Bestandssituation der Sperlingslerche wird von der IUCN derzeit mit ungefährdet (least concern) eingestuft.

## Merkmale
Die Sperlingslerche ist eine kleine, untersetzte Lerche, die der Spottlerche sehr ähnelt, im Vergleich mit ihr aber einen längeren Schwanz hat. Die Körperlänge der Sperlingslerche beträgt zwischen 14 und 15 Zentimeter, wovon 5,3 bis 5,9 Zentimeter auf den Schwanz entfallen. Der Schnabel hat eine Länge von 1,2 bis 1,3 Zentimeter. Sie wiegt zwischen 21 und 27 Gramm.
Bei der Sperlingslerche verläuft ein Überaugenstreif vom Auge bis weit in den Nacken. Die Körperoberseite ist beige bis rötlich braun. Das Kinn und die Kehle sind weiß. Die Brust ist rostbraun mit dunkelbraunen Stricheln und Flecken. Die übrige Körperunterseite ist weiß. Die Schwingen sind schwarzbraun mit auffallenden rötlichen Säumen. Der Schwanz ist bis auf die äußerste Steuerfeder schwarzbraun, diese ist weiß. Der Oberschnabel ist dunkel hornfarben, der Unterschnabel ist fleischfarben. Die Füße und Läufe sind grau bis rötlich. Die Iris ist haselnussbraun.

## Gesang
Ihren Gesang trägt die Sperlingslerche gewöhnlich im Singflug vor. Dieser ist sehr kurz und die Lerche steigt dabei auch nicht höher als etwa 15 Meter. Sie lässt daneben ihren Gesang auch von der Spitze eines Baumes oder eines Busches hören.
Die monotonen Phrasen des für die Sperlingslerche Gesangs hat zu der englischen Bezeichnung „Monotonous Lark“ geführt – der fünfsilbige Gesang wird gelegentlich lautmalerisch mit den englischen Worten „for syrup is sweet“ umschrieben. Der Gesang ist auch in mondhellen Nächten zu vernehmen.

## Verbreitungsgebiet und Lebensraum
Die Sperlingslerche kommt im südwestlichen Afrika vor und ist ein Stand-, Strich- und teilweise sogar Zugvogel.
Zum Verbreitungsgebiet der Sperlingslerche gehört der Südwesten von Angola, das Nordosten von Namibia, Botswana, das westliche Simbabwe, der Norden der Südafrikanischen Republik und das südwestliche Mosambik. Sie ist unter anderem im Kruger-Nationalpark anzutreffen.
Der Lebensraum sind Savannen in Tiefebenen, die kahle oder steinige Böden mit wenig Grasbedeckung und nur vereinzelten Bäumen aufweisen. Sie kommt auch in offenem Grasland vor.

## Lebensweise
Die Sperlingslerche frisst Sämereien und Insekten. Die Brutzeit fällt in Simbabwe in den Zeitraum von Oktober bis Januar. Im Nordosten der Republik Südafrika brütet sie von Januar bis April, in Namibia dagegen von Dezember bis März. Dort sind Regenperioden in der Regel der Auslöser für einen Brutbeginn.
Wie alle Lerchen ist auch die Sperlingslerche ein Bodenbrüter. Das napfförmige Nest steht zwischen Grasbüscheln, wobei die Gräser von den Lerchen kuppelartig über das Nest gezogen werden. Das Gelege besteht aus zwei bis vier Eiern. Diese sind mattweiß mit braunen und grauen Sprenkeln.

## Einzelbelege
1. ↑  Pätzold: Die Lerchen der Welt. S. 48.
2. ↑  Mirafra passerina in der Roten Liste gefährdeter Arten der IUCN 2016.1. Eingestellt von: BirdLife International, 2016. Abgerufen am 7. Januar 2017.
3. ↑  Pätzold: Die Lerchen der Welt. S. 46.
4. 1 2 3  Pätzold: Die Lerchen der Welt. S. 47.